# Il Decamerone
Pour les articles homonymes, voir Décaméron (homonymie).
Pour plus de détails, voir Fiche technique et Distribution.
Il Decamerone (littéralement : « Le Décaméron ») est un film italien réalisé par Gennaro Righelli en 1912.
Ce film muet en noir et blanc s'inspire de l'œuvre écrite au XIVe siècle par Boccace, le Décaméron, qui collecte, en dix jours, une centaine d'histoires que se racontent dix jeunes florentins tenus à l'écart de leur ville à la suite d'une épidémie de peste.

## Synopsis
Le film est divisé en trois épisodes : Andreuccio da Perugia, Il conte di Anguersa, et Il palafreniere e la principessa.

## Fiche technique
- Titre original : Il Decamerone
- Pays d'origine :  Royaume d'Italie
- Année : 1912
- Réalisation : Gennaro Righelli
- Scénario : Gennaro Righelli
- Sujet : Giovanni Luigi Giannini (inspiré par le Décaméron de Boccace)
- Société de production : Vesuvio Films, Naples
- Langue : italien
- Format : Noir et blanc — 35 mm — 1,33:1 — Muet
- Genre : Comédie dramatique
- Longueur de pellicule : 1 050 mètres
- Durée : 38 minutes
- Dates de sortie :
  -  Royaume d'Italie : juillet 1912
  -  Autriche-Hongrie : octobre 1912
  -  États-Unis : juin 1913
- Autres titres connus :
  -  Autriche-Hongrie : Der Dekameron
  -  États-Unis : Decamerone

## Distribution
- Gennaro Righelli : Andreuccio da Perugia
- Maria Righelli
- Ruffo Geri